# Тарельчатый клапан

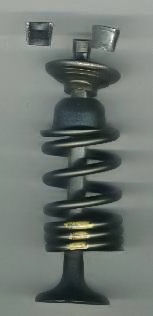
Рис.1 Тарельчатый клапан с пружиной, верхней тарелкой и сухарями

Тарельчатый клапан — деталь большинства поршневых двигателей внутреннего сгорания (ДВС), является частью газораспределительного механизма, непосредственно управляющей потоками рабочего тела, поступающего и выходящего из цилиндра. Используются также в крупных компрессорах, паровых машинах.

## Устройство тарельчатого клапана
Тарельчатый клапан состоит из собственно круглой тарелки и стержня меньшего диаметра. Из соображений прочности и аэродинамики переход между тарелкой и стержнем выполняется большим радиусом (рис.1). Некоторое время были популярны тарелки зонтичной (тюльпанообразной) формы, уменьшавшие вес впускного клапана до веса выпускного (диаметр впускных клапанов выбирают больше, так как сопротивление впускного тракта сильнее снижает мощность двигателя, чем сопротивление выпуска) при одновременном снижении гидравлического сопротивления. Однако при этом растёт площадь камеры сгорания, что увеличивает выбросы углеводородов.
Клапан совершает перемещения по оси стержня, при этом тарелка открывает путь газам, а при посадке на седло — плотно запирает его. Некоторый зазор между стержнем и втулкой клапана необходим, чтобы избежать заедания при нагреве клапана, и чтобы тарелка могла самоустановиться на седло. Для поддержания самоустановки, а следовательно, плотности запирания, тарелка имеет фаску под углом 45 или 30 градусов к её плоскости.

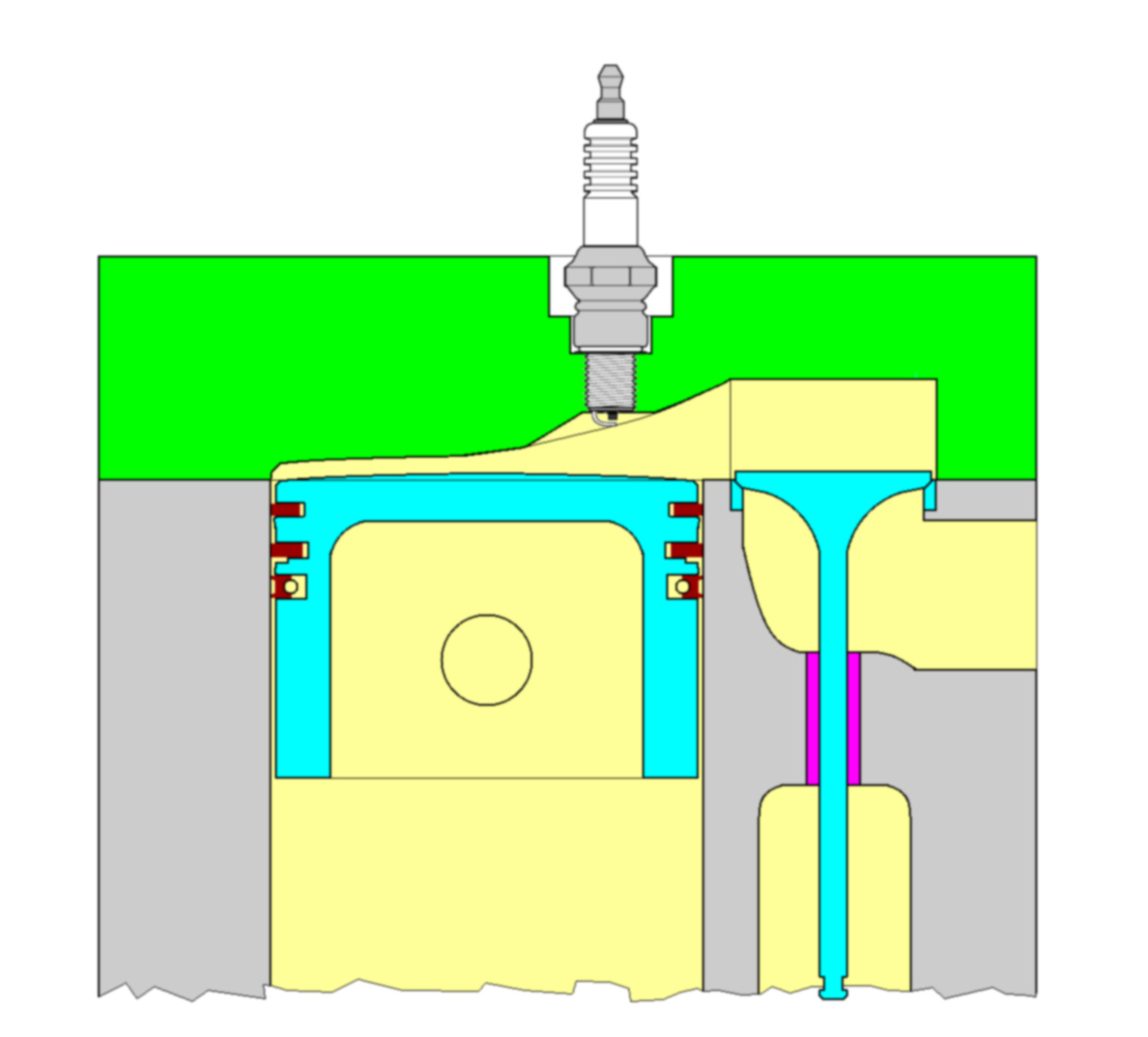
Рис.2 Тарельчатый клапан в нижнеклапанном двигателе

Силовое замыкание кинематической схемы привода клапанов (то есть, и возврат клапана в закрытое положение) осуществляется витыми клапанными пружинами, на быстроходных спортивных двигателях — с помощью десмодромного механизма. Стержень клапана имеет обычно термоупрочнённый торец, куда передаётся усилие от рокера, коромысла или стакана, и одну или несколько канавок для установки сухарей (канавка видна на рис.1). Меньше распространена передача усилия через внутреннюю резьбу в стержне клапана от толкателя (такую конструкцию имеет клапан на В-2 и всех последующих модификациях, изготовляемых сейчас "Барнаултрансмашем")
Между пружиной и плоскостью головки, кроме стальной закалённой шайбы, может быть установлен механизм проворота клапана (иначе называемый механизм самопритирки). Это позволяет продлить интервалы между притиркой клапанов, сохраняя плотность их посадки в течение длительного времени.

## Компоновка клапанов в двигателе
Количество клапанов в двигателе зависит от принятой схемы газораспределительного механизма. Типовое значение 2 или 4 клапана на цилиндр, но встречаются схемы с 5 клапанами (из них 3 впускные), или даже 1 большим выпускным клапаном (прямоточная продувка 2-тактного дизеля). Клапанные пружины, поддерживающие кинематику ГРМ, всегда спиральные с плоскими шлифованными торцами. На один клапан приходится обычно 1 (реже 2) пружины, и 2 сухаря. Размеры и форма сухарей индивидуальны, обычно каждый двигатель имеет оригинальные сухари клапанов.

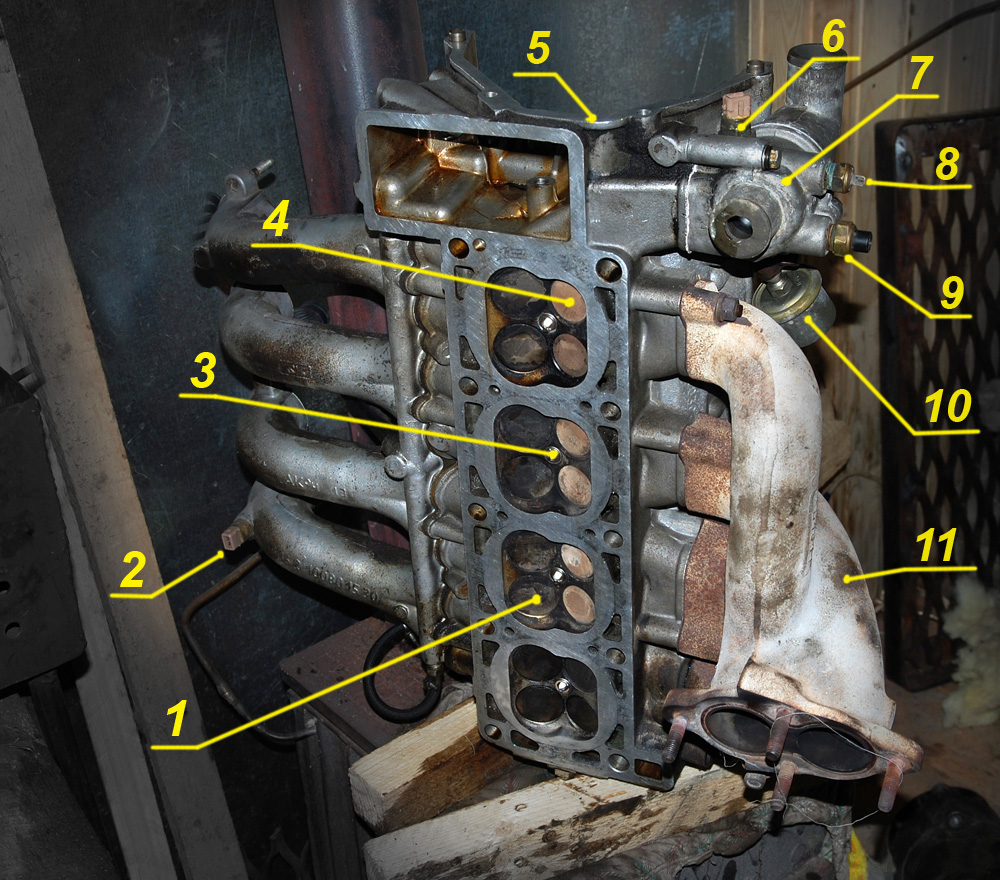
Рис.3 Пример компоновки: 4 клапана на цилиндр

Клапаны могут размещаться по нижнеклапанной или верхнеклапанной схеме, располагаться под углом друг к другу или параллельно. Целью работы конструктора при их размещении является надёжный газообмен с небольшим аэродинамическим сопротивлением, необходимое размещение коллекторов в подкапотном пространстве, компактность камеры сгорания, соблюдение норм выхлопа и др.

## Применяемые материалы и технологии
Впускные клапана двигателей обычно изготовляют высадкой из сильхромовой стали типа 40Х9С2, 40Х10С2М. Эти стали обладают довольно высокой жаростойкостью, и поскольку температура отходящих газов у дизелей  меньше (по причине высокой степени сжатия), чем у искровых моторов, используются и для изготовления выпускных клапанов дизелей.
Выпускные клапаны старых искровых моторов также делали сильхромовыми, недостаточную жаростойкость компенсировали удобством притирки (ГАЗ-51), напайкой кромки тарелок стеллитом; наполнение клапанов натрием для теплоотдачи от тарелки применялось ранее (ГАЗ-66/ГАЗ-53, ЗИЛ-130), и применяется сейчас.
Позднее перешли на сварные клапаны: стержень из сталей типа 40ХН, 38ХС, тарелка из сталей типа 40Х14Н14В2М, 45Х22Н4М3. На дизелях такие стали не применяют: дизельное топливо содержит серу, а сернистые газы быстро разрушают никельсодержащие стали. Применяется и напайка кромок твёрдыми материалами: стеллитом, нихромом.

## Неисправности клапанов
Основными неисправностями тарельчатых клапанов являются:
- неплотность;
- прогорание тарелки;
- износ стержня, зазор по направляющей клапана;
- изгиб клапанов после соударения с поршнем.

Неплотность клапанов может быть с момента изготовления, развиться в течение работы, либо быть следствием некачественного ремонта или неверной регулировки клапанов. Впускной клапан может длительное время пропускать газ без прогорания, но искровой двигатель при этом обычно потряхивает: во впускной тракт забрасывает отработавшие газы, и воспламенение такой разбавленной смеси становится ненадёжным. Дизель, соответственно, дымит.  Ещё одной причиной может быть загиб клапанов, двигатель при этом трясётся очень сильно, либо вообще не заводится.
В случае умеренной неплотности клапанов, они ещё могут быть притёрты, но чаще всего их меняют комплектом. Причина в том, что к этому времени обычно происходит износ стержня клапана с увеличением расхода масла, а при долгой притирке старого клапана выступание его торца над плоскостью головки увеличивается — гидрокомпенсатор может выйти из рабочей зоны. Если выступание превышает допустимое уже с новым клапаном, то по инструкции нужно менять головку блока, на практике — торец клапана шлифуют для уменьшения высоты.
Прогорание тарелки выпускного клапана всегда является следствием сильного перегрева при отсутствии клапанного зазора и большом прорыве газов. Тарелка впускного клапана прогореть не может, так как задолго до этого при прорыве газов на впуск цилиндр работать перестанет, и температура газов снизится. Однако у дизелей при этом могут возникать другие проблемы.
Износ стержня и/или втулки клапана приводит к нарушению работы сальников клапанов, а значит - высокому расходу масла. Поэтому при ремонте головки блока цилиндров может возникать необходимость в замене клапанов и/или направляющих. После смены направляющих требуется обычно обработать седло шарошками на оправке, базирующейся по новой направляющей, после чего притереть клапан. Обычно разом меняют все направляющие, либо только впускные (зазор во втулках впускных клапанов решающий для расхода масла, ввиду меньшего давления во впускной трубе).